# O Desafio de Elias
O Desafio de Elias é uma minissérie produzida pela VTM Produções e exibida pela RecordTV entre 22 de dezembro e 26 de dezembro de 1997.
Foi escrita por Yves Dumont, com direção de Luís Antônio Piá, sendo baseada na história do Profeta Elias, contada no Livro dos Reis.

## Sinopse
A luta de Elias, um homem comum que recebeu o chamado divino para fazer prevalecer a Palavra do Deus de Israel e convencer o povo judeu de seus pecados. Enfrentando desde a altivez do rei Acabe e a devassidão de sua esposa, a má Jezabel, até o desafio de provar que o Senhor é mais poderoso e forte do que o falso deus Baal.

## Elenco
| Ator               | Personagem                |
| ------------------ | ------------------------- |
| Guilherme Linhares | Elias                     |
| Othon Bastos       | Acabe, Rei de Israel      |
| Sônia Lima         | Jezabel, Rainha de Israel |
| Giuseppe Oristânio | Narrador                  |
| Denise Del Vecchio | Rebeca                    |
| Mayara Magri       | Safira                    |
| Laerte Morrone     | Yel                       |
| Leonardo Villar    | Malaquias                 |
| Adriana Lessa      | Ninra                     |
| Felipe Martins     | Segub                     |
| Cláudio Curi       | Abuti                     |
| Adriano Stuart     | Casab                     |
| Caíque Lessa       | Malac                     |
| Adão Filho         | Jehiel                    |
| Edson França       | Esec                      |
| Gilberto Sálvio    | Abdias                    |